# Горожанский, Александр Семёнович
Алекса́ндр Семёнович Горожа́нский (1800 или 1801 — 29 июля 1846) — поручик лейб-гвардии Кавалергардского полка. C 1824 года — участник петербургской ячейки Южного общества декабристов. В канун событий 14 декабря 1825 года активно участвовал в их подготовке вместе с членами Северного общества. По милости Николая I без предания Верховному уголовному суду был оставлен на 4 года в Петропавловской крепости, а затем, единственным из декабристов, был отправлен в тюрьму Соловецкого монастыря, где и умер после 15-летнего заключения.

## Биография

### Происхождение и образование
Принадлежал к дворянскому роду Горожанских, происходившего из польской шляхты.
Отец — коллежский асессор Семён Семёнович Горожанский. Заработал состояние на откупных операциях. Крупный помещик, купец первой гильдии. Проживал в Пскове, в 1789 году был избран гласным Псковской городской думы. Мать — Мария Егоровна, урождённая Аксёнова.
В 1801 году С. С. Горожанский подтвердил своё дворянское происхождение и начал обустраивать семейное поместье в приобретённой в том же году под Псковом усадьбе Корытово. Впоследствии приобрёл несколько имений в Витебской губернии, в том числе Боловское и Мариенхаузенское.
Братья — Гавриил, Пётр. Сёстры — Авдотья, Анна, Екатерина.
В усадьбе Корытово прошло детство младшего из сыновей — Александра. Воспитывался сначала дома, а с 1815 года — в университете города Дерпт. Знал немецкий и французский языки. Хорошо показал себя в естественнонаучных дисциплинах.

### Военная служба
В 1819 году оставил учёбу в университете после того, как отец настоял на избрании сыном военной карьеры. Потомственное дворянство дало возможность Александру 12 ноября 1819 года поступить юнкером на службу в привилегированный лейб-гвардии Кавалергардский полк.
11 февраля 1821 года получил звание корнета — младший офицерский чин в кавалерии.
2 августа 1822 года за честность и собственную материальную состоятельность был назначен полковым казначеем.
12 декабря 1824 года был произведён в звание поручика. Командовал взводом.
С 1823 года общался со свободомыслящими офицерами полка П. Н. Свистуновым, А. М. Муравьёвым и доверенным лицом одного из идеологов тайного общества П. И. Пестеля Ф. Ф. Вадковским. На встречах, проходивших на квартире Горожанского, сослуживцы затрагивали и политические темы, «не пропуская случая толковать всякое распоряжение правительства в худую сторону».
Руководивший Южным тайным обществом П. И. Пестель поручал Ф. Ф. Вадковскому и П. Н. Свистунову «старание распространять наши отрасли» в Петербурге, который являлся «чрезвычайно важным пунктом» для осуществления сформулированных в «Русской правде» программных целей республиканского переустройства России.

### Участие в тайном обществе декабристов
В тайное общество Горожанский был принят П. Н. Свистуновым в конце 1824 года. По мнению А. М. Муравьёва, ещё в 1819 году примкнувшего к Союзу благоденствия, А. С. Горожанский оказался одним из самых «горячих членов» общества, целью которого являлось введение в России конституции, ограничивающей монархическую власть. Участвовал в обсуждении конституционного проекта Н. М. Муравьёва и критически оценивал его.
Поддерживая планы по привлечению к тайной деятельности преимущественно военных, «чтобы войско было в руках общества», он в 1825 году принял в члены офицеров Кавалергардского полка — полковника А. Л. Кологривова, ротмистра графа З. Г. Чернышёва и поручика П. П. Свиньина.
12 декабря 1825 года на квартире Горожанского проходило обсуждение планов К. Ф. Рылеева и Е. П. Оболенского на случай, «если новость о отказании от престола цесаревича утвердится».
Утром 14 декабря командир полка полковник С. Ф. Апраксин убедил кавалергардов принять присягу Николаю I. Присягнули и все офицеры — члены тайного общества, кроме Горожанского, отсутствовавшего в тот момент по служебным делам. О происшедшем он узнал от А. М. Муравьёва, который попросил его проверить, что происходило в других полках и после того попытаться посеять среди солдат сомнения в справедливости принесённой присяги и уговаривать их не выезжать по приказу против восставших.
Ещё до того, как Кавалергардский полк был выведен на Адмиралтейскую площадь, чтобы перекрыть восставшим путь к Зимнему дворцу, Горожанский появился возле каре бунтовщиков на Сенатской площади и на вопрос А. И. Одоевского, «что ваш полк, отвечал: „Идёт сюда“». Но вопреки планам организаторов, рассчитывавших на участие кавалергардов в восстании, надежды на то, что «солдат пойдёт за офицером», когда придёт время действовать, не оправдались.
За развитием событий Горожанский продолжал наблюдать из здания Сената и ушёл с площади только после рассеяния восставших артиллерией.
16 декабря в полковой церкви он принёс присягу новому императору.

### Арест и наказание
Секретарь следственного комитета А. Д. Боровков написал в своём «Алфавите», что А. С. Горожанский «сам явился к государю императору с признанием и раскаянием в вине своей». 19 декабря 1825 года он был допрошен в Зимнем дворце генерал-адъютантом В. В. Левашовым и показал, что полтора года назад был принят в тайное общество и знал, что «намерение оного было введение конституции в России». Назвал имена известных ему членов общества и признался в согласованных с ними планах использовать смерть Александра I «для исполнения нашего намерения», а также в том, что говорил нижним чинам в полку, что манифест от 12 декабря о восшествии на престол — «фальшивый и что Константин Павлович от престола не отказывался». После объяснения с Николаем I А. С. Горожанский в тот же день был отпущен домой.
Вновь был арестован 29 декабря 1825 года на гауптвахте Кавалергардского полка. По высочайшему повелению — «Горожанского посадить, куда удобнее, под строгий арест» — был отправлен в Петропавловскую крепость.
7 февраля 1826 года Высочайше учреждённый Комитет для изыскания о злоумышенных обществах по согласованию с императором «для окончательного определения вины каждого» запросил у начальника Главного штаба И. И. Дибича сведения о поступках офицеров Гвардейского корпуса, «участвовавших в возмущении 14 декабря 1825 года». В списке офицеров Кавалергардского полка, про которых требовалось

«объяснить все, от самого приведения к присяге до самого арестования»,

фамилия поручика Горожанского была указана первой.
Следствие, основываясь на показаниях однополчан Горожанского, неоднократно пыталось выяснить степень его радикализма и поддержки им программных документов декабристов. Член Северного общества А. М. Муравьёва показал, что «при чтении Конституции брата его, Никиты Муравьёва, она ему, Горожанскому, не понравилась по умеренности своей и что он ссылался на Конституцию Пестеля, которая должна быть гораздо либеральнее, что ему известно существование общества на юге, ибо… он принадлежит оному». В ответах на вопросы следствия и на очной ставке Горожанский отрицал знакомство не только с проектом конституции Пестеля, но и с «разделением обществ».
До самого завершения следствия А. С. Горожанский, как заслуживающий наказания за участие в воинском мятеже, отвечал вопросные пункты и участвовал в очных ставках. В мае — июне 1826 года он отвечал на присланные обвиняемым вопросы, связанные с их имущественном положением, в том числе, о наличии за ними «в судебных местах тяжебных дел» и «о признании долгов разных лиц».
Историк П. В. Ильин назвал его среди членов Петербургского отделения Южного общества, принявших участие в вооружённых выступлениях 1825—1826 гг. и наказанных в административном (несудебном) порядке, так как проявивший «снисхождение» к Горожанскому император повелел не предавать его Верховному уголовному суду, а «наказать исправительной мерою, продержав ещё четыре года в крепости, выписать тем же чином в дальний батальон» и ежемесячно доносить о поведении.
Приказом от 7 июля 1826 года был исключён из списков Кавалергардского полка, прикреплён к штату Кизильского гарнизонного батальона и заключён в камере № 4 Зотова бастиона Алексеевского равелина Петропавловской крепости.

### По милости императора

#### В гарнизонном батальоне
После освобождения 7 июля 1830 года из крепости был отправлен к месту службы в 7-й линейный Оренбургский батальон, расквартированный в Кизильской крепости.
Четырёхлетнее заключение сказалось на состоянии здоровья офицера. Командир Оренбургского корпуса генерал-адъютант граф П. П. Сухтелен сообщал в ноябре 1830 года в Петербург, что А. С. Горожанский «одержим слабостью нервов, с подозрительным расстройством умственных способностей». Нервозность поднадзорного привела к тому, что во время одного из дежурств он шпагой ранил за нерадивость караульного. В очередном рапорте Сухтелен доносил об ожесточении А. С. Горожанского и о том, что тот заявлял о признании над собой только христианской власти и «произносил разные дерзкие слова на особу его величества».
В декабре 1830 года последовало решение отправить Горожанского в Соловецкий монастырь без указания срока заключения и содержать его там «по силе высочайшего указания».
По постановлению обер-прокурора синода
архимандриту Соловецкого монастыря Досифею был послан указ с тем, чтобы «по доставлении поручика Горожанского в Соловецкий монастырь был он содержан в оном под строгим надзором и чтобы употребляемы были как лично им, архимандритом, так и через посредство искусных монашествующих кроткие и приличные меры к приведению его в раскаяние в содеянном им преступлении и об образе жизни его доносимо было святейшему синоду по полугодно».

#### В тюрьме Соловецкого монастыря
11 февраля 1831 года был доставлен в Архангельск, а 21 мая — с началом навигации — на Соловецкий остров.
31 декабря 1831 года архимандрит Досифей в первом отчёте в синод написал, что Горожанский ведет себя смирно, но «в преступлениях своих ни в чём не признается. Примечательно в нем помешательство ума».
10 августа 1832 года узнавшая о заключении сына в Соловецкий монастырь Мария Егоровна Горожанская в письме к Николаю I попросила освидетельствовать состояние его здоровья и в случае подтверждения, что он потерял рассудок, доверить ей уход за ним в домашних условиях «под самым строгим надзором местного начальства». Но резолюция царя — «освидетельствовать и, что откроется, донести» — под разными предлогами оставалась неисполненной. Добившаяся разрешения на свидание М. Е. Горожанская увидела сына, посаженного архимандритом «за высокоумие» в земляную тюрьму, «в одной только изношенной, грязной рубашке, питающегося одной гнилою рыбой, которую ему бросали в сделанное сверху отверстие». По рапорту жандармского офицера Алексеева «Горожанский совершенно повредился в уме, не узнал матери и та не могла добиться от него ни одного слова».
9 мая 1833 года в состоянии крайнего психического расстройства убил часового. Только после этого Горожанский был освидетельствован лекарем Архангельской врачебной управы Резанцевым, который поставил ему диагноз — частное помешательство ума, (лат. mania partialis), «основанное на мнимой против него несправедливости других». В ходатайствах матери передать больного сына на её попечение или перевести его в дом умалишённых было окончательно отказано — по указанию царя Горожанского оставили в монастыре с тем, чтобы во время припадков надевать на него «изобретенную для таковых больных куртку, препятствующую свободному владению руками». В 1838 году новый архимандрит Соловецкого монастыря Иларий (Иродионов) в донесении обер-прокурору Синода Н. А. Протасову по поводу состояния здоровья узников монастыря назвал поручика Александра Горожанского в числе трёх находящихся в сумасшествии «коих весьма нужно бы отправить в г. Архангельск для пользования в доме умалишённых».
А. С. Горожанский скончался 29 июля 1846 года. В 1975 году на здании бывшего Соловецкого острога была установлена мемориальная: «Декабрист А. С. Горожанский находился в заточении в Соловецком монастыре с 1831 по 1846 год».

## Упоминания в литературе XIX века
Летом 1834 года историк литературы и цензор А. В. Никитенко, инспектировавший учебные заведения в северных губерниях России, оставил в своём дневнике запись:

«Август 1…
Посетили мы и Соловецкий монастырь… Замечательно при монастыре отделение, где содержатся государственные преступники. Они ссылаются сюда на бессрочное заточение, большею частью на всю жизнь… Недавно один из заключённых, Горожанский, сосланный в монастырь за соучастие с декабристами, в припадке сумасшествия убил сторожа. Каждый из заключённых имеет отдельную каморку, чулан — или вернее могилу: отсюда он переходит прямо на кладбище».

Л. Н. Толстой, собиравший в 1870-х годах материалы для задуманного романа о декабристах, с чьих-то слов отметил в записной книжке:

«Горожанский. Сын откупщика убил в Оренбур[ге] женщину. В Соловецк[ом] кончил».